# 3.ᵉʳ distrito congresional de Alabama
El 3.º distrito congresional de Alabama es un distrito congresional que elige a un representante para la Cámara de Representantes de los Estados Unidos por el estado de Alabama. Según la Oficina del Censo, en 2021 el distrito tenía una población de 742 147 habitantes. Actualmente, está representado por el republicano Mike Rogers.

## Demografía histórica

### Censo de 2010
Según la Oficina del Censo de los Estados Unidos, en 2011 había 676 384 personas residiendo en el 3.º distrito congresional. De los 676 384 habitantes, el distrito estaba compuesto por 443 208 (65.5%) blancos; de esos, 436 020 (64.5%) eran blancos no latinos o hispanos. Además 216 119 (32%) eran afroamericanos o negros, 1 870 (0.3%) eran nativos de Alaska o amerindios, 8 590 (1.3%) eran asiáticos, 354 (0.1%) eran nativos de Hawái o isleños del Pacífico, 4 538 (0.7%) eran de otras razas y 8 893 (1.3%) pertenecían a dos o más razas. Del total de la población 18 059 (2.7%) eran hispanos o latinos de cualquier raza; 11 121 (1.6%) eran de ascendencia mexicana, 2 738 (0.4%) puertorriqueña y 464 (0.1%) cubana. Además del inglés, 805 (2.4%) personas mayor a cinco años de edad hablaban español perfectamente.
El número total de hogares en el distrito era de 265 030, y el 66.1% eran familias en la cual el 27.6 tenían menores de 18 años de edad viviendo con ellos. De todas las familias viviendo en el distrito, solamente el 46.2% eran matrimonios. Del total de hogares en el distrito, el 3.7 eran parejas que no estaban casadas, mientras que el 0.3% eran parejas del mismo sexo. El promedio de personas por hogar era de 2.47. 
En 2011 los ingresos medios por hogar en el distrito congresional eran de US$37 885, y los ingresos medios por familia eran de US$60 894. Los hogares que no formaban una familia tenían unos ingresos de US$91 740. El salario promedio de tiempo completo para los hombres era de US$41 810 frente a los US$31 591 para las mujeres. La renta per cápita para el distrito era de US$20 263. Alrededor del 16.5% de la población estaban por debajo del umbral de pobreza.